# Коваль Іван Кирилович
Іва́н Кири́лович Коваль (*10 листопада 1929, с. Аннівка Привольнянського району Миколаївської області — 16 червня 2020, Чернігів) — астроном, доктор фізико-математичних наук, професор Чернігівського національного педагогічного університету імені Т. Г. Шевченка. Заслужений діяч науки і техніки України (1991).
Керував групою з вивчення Марса, Венери та Меркурія, а потім очолював і комісію з фізики планет в Академії наук СРСР. Був директором Головної астрономічної обсерваторії Національної академії наук України.

## Життєпис
Народився 10 листопада 1929 року в селі Аннівка Привольнянського району Миколаївської області. Закінчив фізико-математичний факультет Харківського державного університету ім. О. М. Горького (спеціальність «астрономія»).
З 1960 року старший науковий співробітник Головної астрономічної обсерваторії АН УРСР, з 1964 року завідувач відділу астрофізики. У 1964 року член Міжнародного астрономічного союзу. 1969 року здобув ступінь доктора фізико-математичних наук.
Протягом 1973—1975 років директор Головної астрономічної обсерваторії. З 1975 року працює в Чернігівському державному педагогічному інституті (нині — Чернігівський національний педагогічний університет ім. Т. Г. Шевченка). 1982 року здобув вчене звання професора. 1983 року завідувач кафедри астрономії і теоретичної фізики.
Вузький фаховий напрямок наукової діяльності — фізика планет. Науковий консультант центру далекого космічного зв'язку при дослідженні Марса за допомогою радянських спускових космічних апаратів серії «Марс» (1971—1973). З 1973 року голова комісії з фізики планет при Астрономічній раді АН СРСР. Неодноразово брав участь у з'їздах і наукових конференціях Міжнародного астрономічного союзу (в США, Великій Британії, Нідерландах, НДР, ФРН, Польщі, Чехословаччині).

## Науковий доробок
Автор близько 150 наукових праць, зокрема:
- «Фотографическая фотометрия Марса со светофильтрами во время великого противостояния планеты в 1956 году», монографія, у співавторстві (1959);
- «Планета Марс», монографія (1962);
- «Фотометрические характеристики Марса по данным фотографических наблюдений в 1971 году», монографія, у співавторстві (1975);
- «Про стан астрономічної освіти в Україні» (2001);
- «О состоянии астрономического образования в Украине», матеріали IV Міжнародної науково-практичної конференції «Образование и школа XXI века» (2004).